# Murchad mac Briain
Murchad mac Briain est le fils aîné et héritier présomptif de Brian Boru qui est tué le 23 avril 1014 lors de la bataille de Clontarf.

## Contexte
Murchad était de facto le commandant de l'armée de son père. Il est rapporté qu'avant la bataille de Clontarf, des Vikings s'enfuirent « Car ils redoutaient la valeur de Murchad et des Dál gCais en général » Il est aussi relevé qu'il portait deux épées lors des combats. Quelques sources indiquent qu'il meurt lors de la bataille avec son père Brian bien que d'autres précisent que Brian ne prit pas part au combat. Il fut inhumé à Armagh aux côtés de son père avec d'autres parents. Il avait eu un fils nommé Tairdelbach, tué lui aussi pendant la bataille selon les Annales d'Ulster.

## Article lié
- Bataille de Clontarf

## Source de la traduction
- (en) Cet article est partiellement ou en totalité issu de l’article de Wikipédia en anglais intitulé « Murchad mac Briain » (voir la liste des auteurs).